# Вільям Доббі
Вільям Доббі (англ. William Dobbie; нар. 12 липня 1879, Мадрас — пом. 3 жовтня 1964, Лондон) — британський воєначальник, генерал-лейтенант британської армії, учасник Другої англо-бурської, Першої та Другої світових воєн. Губернатор Мальти (1940—1942).

## Біографія
Сер Вільям Джордж Шедден Доббі народився 12 липня 1879 у місті Мадрас у Британській Індії в сім'ї старовинного англійського роду Шедден-Доббі, відомого з кінця XV століття. Його батько цивільний службовець проходив службу в гарнізоні міста. 9-місячного Вільяма родина привезла до Англії, де залишили під опікою родичів, щоб з часом дитина здобула відповідну до його соціального статусу освіту. У віці 13 років молодий юнак успішно здав іспити в одну з найбільших та найстаріших привілейованих шкіл Великої Британії — Чартергауську школу, і скоро став однім з найкращих студентів навчального закладу. Найулюбленішим предметом навчання Вільяма була антична військова історія. Після завершення школи поступив до Королівської воєнної академії у Вуліджі, звідкіля перейшов на навчання у Королівську академію військових інженерів в Чатемі. 6 серпня 1899 року Вільям Доббі здобув перше офіцерське звання другий лейтенант.
У лютому 1901 року невдовзі після смерті та похорон королеви Вікторії, молодий офіцер відбув до Південної Африки битись з бурами. 1 квітня 1902 року під час другої англо-бурської війни йому було присвоєне чергове звання лейтенант. У боях В.Доббі дістав поранення й після завершення бойових дій у липні 1902 повернувся до Великої Британії. У своїх післявоєнних розмовах з друзями неодноразово підкреслював, що збройне протистояння з бурами було нечесною війною, засуджуючи методи ведення воєнних дій британськими військовими. 6 серпня 1908 року підвищений у званні до капітана. З 1911 по 1912 роки навчався у штабному коледжі в Камберлі.
З початком Першої світової війни капітан Вільям Доббі на Західному фронті, бої в Бельгії. Пізніше проходив службу офіцером генерального штабу 3-го рангу. За заслуги у війні у листопаді 1914 року удостоєний французького ордену Почесного легіону, а 14 січня 1916 — британського ордену «За видатні заслуги». 1 квітня 1916 року отримав чергове військове звання майор, а 19 серпня 1916 — тимчасовий ранг підполковника, яким повноцінно став тільки 1 січня 1925 року. 21 серпня 1919 року відзначений бельгійським орденом Леопольда I ступеня офіцера.
18 січня 1926 року В. Доббі отримав військове звання полковника та 29 червня 1928 року став командиром Каїрської бригади з присвоєнням звання бригадир. У 1929 році він прибув з військами в мандатну Палестину і придушив арабські безлади, під час яких загинуло 67 євреїв. На початку бунту з Каїру було надіслано лише 50 прикордонників з автоматичною зброєю, які придушили безладдя в Єрусалимі.
Але через три тижні (і через два тижні після хевронської різанині) прибуло 5 000 чоловік під командуванням Доббі. Він розмістив загони не тільки у великих містах, але і в стратегічно важливих точках і на електричних станціях Електричної компанії (всупереч указам британської адміністрації Палестини). Перед від'їздом він отримав вдячність від єврейської громади Країни Ізраїлю Танах у срібній обкладинці.
У Новорічному вітальному листі 1930 року короля Георга V відмічений орденом Лазні. 18 лютого 1933 року його підвищили до рангу генерал-майор та призначили комендантом Королівської школи військових інженерів.
8 листопада 1935 року генерал-майор В.Доббі здобув посаду командувача Малайським командуванням, на чолі якого перебував до 1939 року. У другій половині 1930-х років він став відомий як критик так званої «Сингапурської стратегії» за неефективність і прогнозував падіння Сінгапуру в разі війни з Японією. Наприкінці терміну свого перебування в посаді, генерал В.Доббі був проінформований, що після Малаї його звільнятимуть у запас через вік.
З початком війни у вересні 1939 року, він намагався відновитись на дійсній службі в лавах збройних сил Об'єднаного Королівства, й це тривало до квітня 1940 року, доки він не поспілкувався з начальником Імперського Генерального штабу Е. Айронсайдом, який запропонував Доббі посаду губернатора Мальти та командувача усіма силами на острові. 27 квітня 1940 року В.Доббі отримав тимчасове звання генерал-лейтенанта та з 19 травня офіційно приступив до виконання обов'язків губернатора.
У травні 1942 року генерал Доббі був звільнений з посади губернатора Мальти та пішов у відставку.